# Constantius II

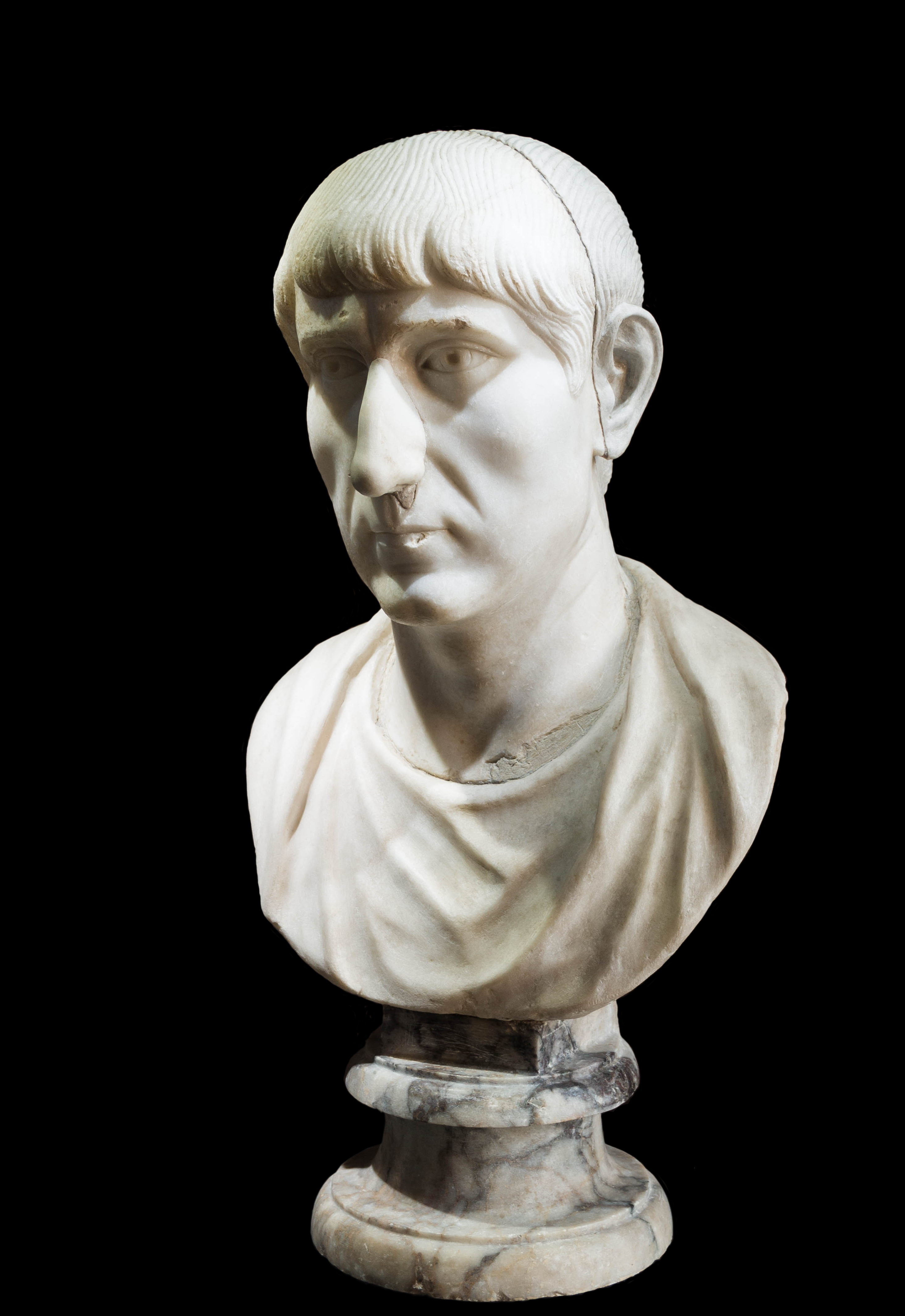
Byst föreställande Constantius II.

Constantius II, egentligen Flavius Julius Constantinus, född 317, död 3 november 361, romersk kejsare 337-361, son till Konstantin den store. Bror till Constans och Konstantin II.
Constantius utnämndes 324 till caesar. Han utpekas av traditionen som den egentlige upphovsmannen till de efter faderns död av soldater ingångsatta massmorden på kejsarhusets släktingar och kullkastandet av den av fadern bestämda tronföljdsordningen. Vid faderns död kom det romerska riket att delas i tre delar som leddes av tre bröder. Constantius II erhöll vid riksdelningen 338 kejsardömets östra provinser. Efter att brodern Konstantin II stupat i strider mot den andre brodern Constans erhöll Constantius II även Trakien medan Constans lade under sig resten av Konstantin II:s riksdelar. 
Som kejsare i de östra provinserna blev det Constantius uppgift att föra kriget mot perserna, vilket under hela hans regeringstid pågick utan något avgörande. Det pågick ännu 350, då händelserna i väster, Magnentius uppror och tronbestigning, mordet på brodern Constans och Vetranions anläggande av purpurn, påkallade hans uppmärksamhet. Redan samma år besegrades Vetranio, som nedlade sin värdighet. 351 besegrade hans trupper Magnentius i slaget vid Mursa, och 353 begick denne självmord. Sedan Constantius Gallus, som 351 utnämnts till caesar med uppgift att föra kriget mot perserna avsatts och dödats 354, var Constantius åter ensam kejsare. De oroliga förhållandena vid gränserna, där det förutom striderna mot perserna fördes krig mot olika germanska stammar, omöjliggjorde dock för Constantius att ensam styra riket, och han utnämnde 355 Constantius Gallus bror Julianus Apostata till caesar med verksamhetsfält i Gallien. Då Julianus Apostata av sina trupper 360 utropades till augustus, vägrade Constantius, som då i orienten var sysselsatt av det persiska kriget, att erkänna honom som sådan, och drog mot honom med sina trupper. Han avled dock 361, innan någon avgörande strid inträffat. 
Sitt huvudintresse ägnade Constantius åt de teologiska striderna. Under honom pågick förföljelser av hedningar i romarriket. Han gynnade ivrigt arianerna, men lyckades aldrig föra deras sak till någon permanent seger.